# 青木一新
青木 一新（あおき かずよし）は、江戸時代中期の大名。摂津国麻田藩の第8代藩主。官位は従五位下・美濃守。

## 生涯
享保13年（1728年）、第5代藩主・青木一典の三男として麻田で誕生した。宝暦4年（1754年）8月25日、兄で先代藩主の見典の早世により、末期養子として家督を相続した。同年11月1日、江戸幕府9代将軍・徳川家重に御目見する。同年12月18日、従五位下・美濃守に叙任する。
明和7年（1770年）7月26日、隠居して婿養子の一貫に家督を譲った。天明元年（1781年）5月20日、死去。享年54。

## 系譜
5男1女をもうけながらも、長男の一在を初めとする多くの子女たちに早世された。当初、陸奥国弘前藩主・津軽信寧の弟・好古を養子に迎えようとしたものの、交渉がまとまらなかった。次いで伊予国宇和島藩と交渉し、藩主・伊達村候の三弟・村銘（後の一貫）を婿養子として迎えることになった。一説には、次女は一貫の養女となり、渡辺春綱に嫁いだという。
- 父：青木一典（1697年 - 1736年）
- 母：不詳
- 養父：青木見典（1723年 - 1754年）
- 正室：久留島光通の娘
- 生母不明の子女
  - 長男：青木一在（1749年 - 1766年）
  - 女子：お薗 - 青木忠右衛門養女、青木一貫正室
- 養子
  - 男子：青木一貫（1734年 - 1786年） - 伊達村年の三男